# Afroditi Skafida
Afroditi Skafida (gr.: Αφροδίτη Σκαφίδα, Afrodíti̱ Skafída; ur. 20 marca 1982 w Atenach) – grecka lekkoatletka specjalizująca się w skoku o tyczce.

## Osiągnięcia
- brązowy medal igrzysk śródziemnomorskich (Almería 2005)
- 6. miejsce na pucharze świata (Ateny 2006)
- 1. lokata podczas I ligi Pucharu Europy (Stambuł 2008)
- 11. miejsce w eliminacjach podczas halowych mistrzostw świata (Doha 2010)
- liczne złote medale mistrzostw Grecji
- wielokrotna rekordzistka kraju

Skafida dwukrotnie brała udział w igrzyskach olimpijskich, w swoim debiucie na igrzyskach w Atenach (2004) nie zakwalifikowało się do finału, jako jedyna z 35 zawodniczek nie zaliczając żadnej wysokości w eliminacjach. W 2008 reprezentowała Grecję podczas igrzysk olimpijskich w Pekinie, 19. lokata w eliminacjach nie dała jej awansu do finału.

## Rekordy życiowe
- skok o tyczce – 4,55 (2008) były rekord Grecji
- skok o tyczce (hala) – 4,45 (2010)